# Silvia Bellot
Silvia Bellot (nacida en 1985/1986) es una oficial de deportes de motor española que se desempeña como comisaria en eventos sancionados por la Federación Internacional del Automóvil (FIA), subdirectora del equipo Carlin Motorsport IndyCar Series y fue directora de carrera de la FIA para Fórmula 2 y Fórmula 3 en 2020. Hija de un ejecutivo de carreras, fue la primera persona de España en formar parte de un panel de comisarios en una carrera de Fórmula Uno en 2011 y fue parte del primer panel de comisarios compuesto exclusivamente por mujeres en una ronda del Campeonato Mundial de Rally cinco años después.

## Primeros años
Bellot proviene de Barcelona, España. Su padre, Josep María Bellot, estuvo vinculado al automovilismo durante más de 40 años y fue presidente del Comité de Comisarios de Auto Rallies de la Real Federación Española de Automovilismo. Ella tiene dos hermanas. Cuando tenía entre cinco y seis años,  Bellot comenzó a ver carreras de Fórmula Uno y apoyó al tres veces campeón del mundo Ayrton Senna. Más tarde, unos dos o tres años después, su padre la llevó a las carreras locales. Bellot buscó una carrera en las carreras porque es uno de los pocos deportes en los que hombres y mujeres compiten entre sí, aunque su madre la disuadió de competir porque creía que era demasiado peligroso. Así, a los 16 años, se presentó a un examen para ser mariscal de ruta y lo aprobó. Bellot se inscribió en un curso de comisaria dos años después y aprobó el examen final. Tiene títulos en biología, moda, negocios y diseño.

## Carrera
Bellot se incorporó al comité de oficiales del Circuit de Catalunya y a la Asamblea Española con el apoyo del Real Automóvil Club de España a la edad de 18 años. Bellot trabajó posteriormente en los campeonatos Trofeo Maserati y Copa Hyundai Coupé en España. Se convirtió en presidenta permanente de los comisarios del Open Europeo de Fórmula 3, del Campeonato Español de Resistencia y fue nombrada comisaria permanente del Open Internacional GT. Bellot también trabajó en otros campeonatos nacionales españoles. En 2009, se unió al programa de formación de comisarios que fue establecido por el organismo rector mundial del automovilismo, la Federación Internacional del Automóvil (FIA), como un medio para invitar a jóvenes funcionarios a ser observadores en los fines de semana de carreras de Fórmula Uno. Su primera carrera fue el Gran Premio de España de 2009, y comenzó a trabajar como comisaria de las dos principales series de apoyo de la Fórmula Uno, la GP2 Series y la GP3 Series, en 2010.
En mayo de 2011, Bellot fue invitada por la FIA a formar parte del panel de comisarios del Gran Premio de Turquía, convirtiéndose en la primera persona de España en ser designada comisaria permanente en la Fórmula Uno. Cuatro meses después asumió el mismo papel en el Gran Premio de Italia. Posteriormente, Bellot trabajó en el panel de comisarios en más carreras de Fórmula Uno, el Campeonato Mundial de Turismos, el Campeonato Mundial de Rally (WRC), el Deutsche Tourenwagen Masters, el Gran Premio de Macao, y las World Series by Renault. Posteriormente se convirtió en miembro y embajadora de la Comisión de Mujeres en el Deporte Motor de la FIA, que representa a las funcionarias y voluntarias en la industria del deporte motor. Bellot fue nombrada ganadora del Premio Oficial Destacado en la ceremonia de premios de final de temporada de la FIA en Estambul en diciembre de 2012. Para el Rally Cataluña 2016, fue nominada por el Reial Automobil Club de Catalunya para formar parte del primer panel de comisarios del WRC compuesto íntegramente por mujeres en la historia de la serie. Bellot fue contratada por Carlin Motorsport como subdirectora del equipo de la IndyCar Series en febrero de 2018 y continuó como comisaria de la FIA.
Fue nombrada Directora de Carrera de la FIA de los campeonatos de Fórmula 2 y Fórmula 3 para 2020. Bellot fue la persona más joven y la primera mujer en ocupar esos cargos. Hizo su debut en el papel en ambas rondas de apoyo para el Gran Premio de Austria de 2020.
Ha sido directora del Gran Premio de Las Vegas desde 2022 y es la actual vicepresidenta de operaciones deportivas y de carrera del evento.
En 2024, asumió el cargo de Directora de Carrera de la F1 Academy.